# Krähenberg (Meteorit)

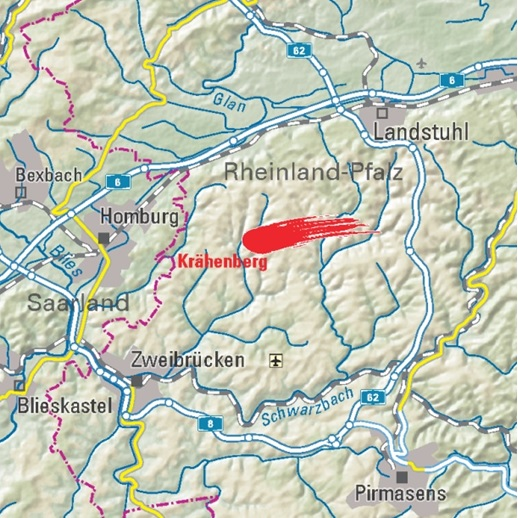
Karte mit Impakt

Der Krähenberg-Meteorit, auch Krähenberger Meteorit oder kurz der Krähenberger genannt, ist ein meteoritischer Festkörper kosmischen Ursprungs, der 1869 auf der Sickinger Höhe in der Feldgemarkung der Ortsgemeinde Krähenberg im heutigen Landkreis Südwestpfalz in Rheinland-Pfalz niederging. Er gehört zu den mehr als 50 Meteoriten in Deutschland, die bislang offiziell anerkannt wurden.
Nach Untersuchungen in der zweiten Hälfte des 20. Jahrhunderts handelt es sich um einen 4,7 Milliarden Jahre alten Steinmeteoriten, der wegen der eingeschlossenen Silikat-Schmelzkügelchen, der Chondren, zu den Chondriten gerechnet wird. Nach dem Eisengehalt im Olivin und nach seiner Textur wird er als LL5-Chondrit klassifiziert.
Eine Zusammenstellung von Artikeln zu individuellen Meteoriten, die aus wissenschaftlichen, historischen oder anderen Gründen interessant sind, enthält die Liste von Meteoriten.

## Geographische Lage
Der Einschlagspunkt des Meteoriten liegt in der Gewanne Obere Ohmbach auf einer Höhe von rund 280 m ü. NHN am Hang etwa 300 m südlich der damaligen Bebauungsgrenze von Krähenberg. Wenige Meter östlich fließt von Nord nach Süd der knapp 2,2 km lange Ohmbach vorbei; dies ist ein linker Zufluss des Auerbachs, der am Ober- und Mittellauf auch Wiesbach genannt wird.

## Geschichte

### Visuelle und akustische Wahrnehmung
- Protokoll vom 1. Juli 1869: Übergabe des Neumayer-Berichts

Der Meteorit schlug am 5. Mai 1869 etwa um 18:32 Uhr in ein Wiesengelände ein. Dabei soll ein „lautes Getöse“ zu hören gewesen sein und unmittelbar vorher das Objekt am Himmel als sogenannte Feuerkugel in einem äußerst „brillanten“ Weiß geleuchtet haben.
Von Zeitzeugen liegen mehrere Beobachtungen des Meteoriteneinschlags vor. Nach Angaben des Landwirts Heinrich Lauer, der sich zusammen mit einem weiteren Mann und einem kleinen Mädchen auf einem Acker in der Nähe der Einschlagsstelle aufgehalten hatte, war der Meteorit zwei Fuß (etwa 60 cm) tief in den Boden eingedrungen. Das noch warme Objekt wurde von Lauer und seinem Begleiter ausgegraben.
Der aus der Pfalz stammende Naturforscher Georg von Neumayer notierte in seinem Bericht, der am 1. Juli 1869 vorgelegt wurde, das Ereignis sei so laut gewesen, dass in der näheren Umgebung die Vermutung aufgekommen sei, „die Eisenbahn sei bei Homburg in die Luft gesprungen und käme Dampf auslassend von oben herab.“
Der Einschlag war angeblich nicht nur in der Westpfalz (z. B. in Kusel, 23 km entfernt) zu hören, sondern auch bis in die Vorder- und Südpfalz; genannt werden Gleisweiler (45 km, in der Nähe von Landau) und Speyer (70 km). Sogar in Wiesbaden (100 km) wurde das Ereignis registriert.

### Umgang mit dem Objekt
Etwa zehn Tage lang war der Meteorit im Schulhaus von Krähenberg ausgestellt. Dann wurde er ins Historische Museum der Pfalz in Speyer gebracht, das ihn noch im Sommer 1869 kaufte; Gemeinde und Grundstückseigentümerin erhielten je 100 Gulden. Mehr als zwanzig Jahre hindurch versuchte die damals zuständige königlich-bayerische Staatsregierung immer wieder, das Fundstück der mineralogischen Staatssammlung in München einzuverleiben; am 18. November 1891 jedoch lehnte der pfälzische Landrath, dessen Nachfolgegremium der Bezirksverband Pfalz ist, das Ansinnen endgültig ab.
Noch heute befindet sich der Meteorit im Historischen Museum der Pfalz in Speyer. Originalgetreue Replikate sind im Pfalzmuseum für Naturkunde in Bad Dürkheim und im Urweltmuseum Geoskop auf Burg Lichtenberg ausgestellt. Das Krähenberger Dorfgemeinschaftshaus verfügt über eine weitere Nachbildung, die aus eingefärbtem Gips besteht und die Größe des Originals besitzt. Der Zeichenlehrer Metz von der Speyerer Gewerbeschule fertigte noch im Juni 1869 eine Form aus Gelatine, die den Guss von Nachbildungen aus Gips ermöglichte.
Kleine Stücke – Gesamtgewicht unter 40 Gramm – wurden zwischen 1899 und 1906 für wissenschaftliche Zwecke an Institute und Museen in München, London und Wien abgegeben; daher ist das Objekt geringfügig leichter als anfänglich.

### Meteoritenweg mit Gedenkstein
Am Einschlagsort bei Krähenberg, wo ein Gedenkstein mit Informationstafel an das Ereignis erinnert, führt seit 2009 der 30 km lange Meteoritenweg vorbei. Er hat folgenden Verlauf: Schmitshausen, Dorfmitte (⊙) – Schmitshausen, Kriegerdenkmal (⊙) – Winterbach (⊙) – Felsental (⊙) – Krähenberg, Einschlagsort mit Gedenkstein (⊙) – Stampermühle (⊙) – Kleinbundenbach (⊙) – Großbundenbach (⊙) – Genovevaquelle (⊙) – Naturfreundehaus Harzbornhaus (⊙) – Niederauerbach (⊙) – Zweibrücken, Fasanerie (⊙).
In geringer Entfernung gibt es zwei weitere Touristenwege: östlich seit 1978 der Mühlenweg im Wallhalbtal, westlich die Nordroute der historischen Pfälzer Jakobswege.

## Eigenschaften und Beschaffenheit

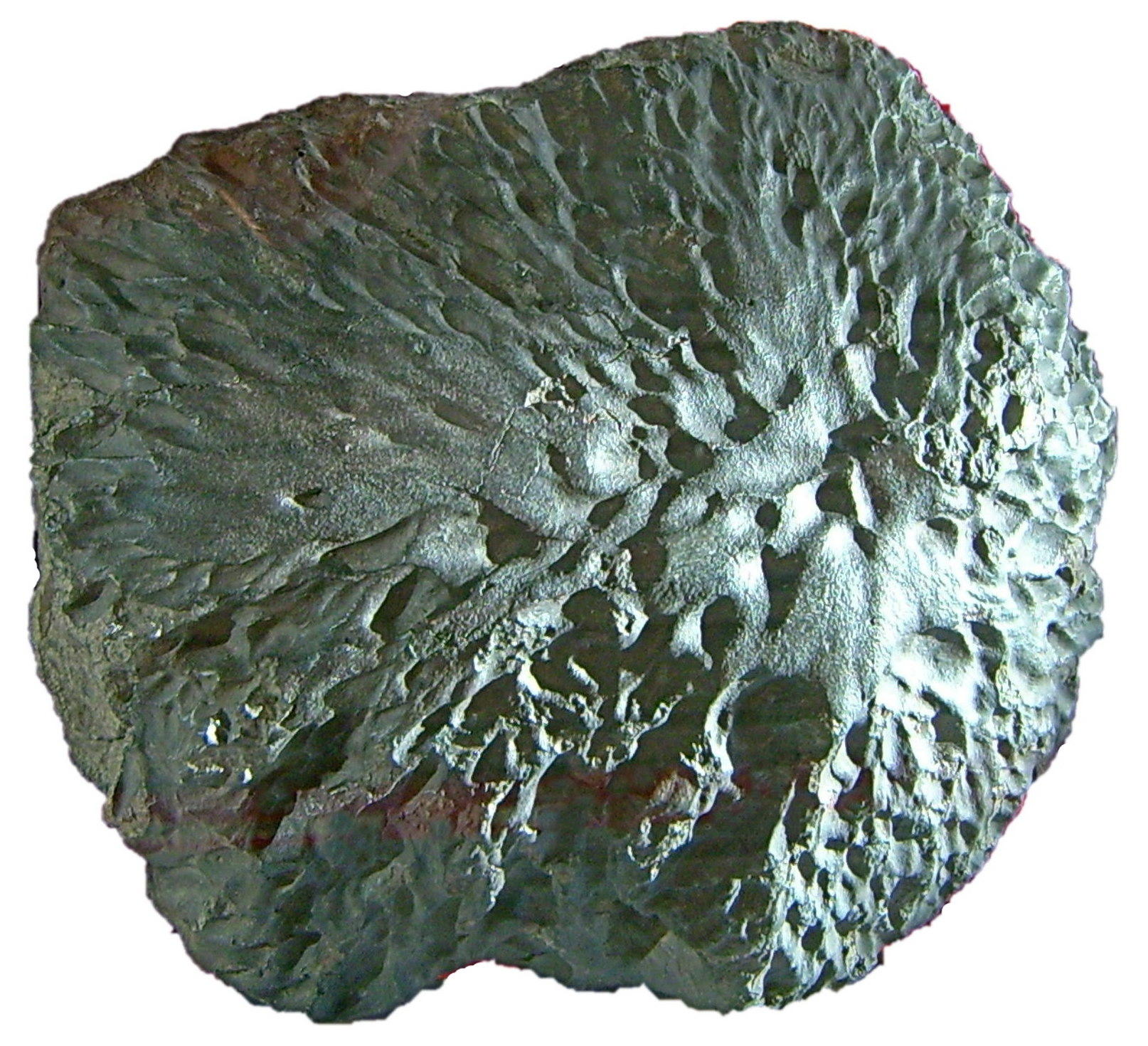
„Brustseite“ des Meteoriten mit Regmaglypten
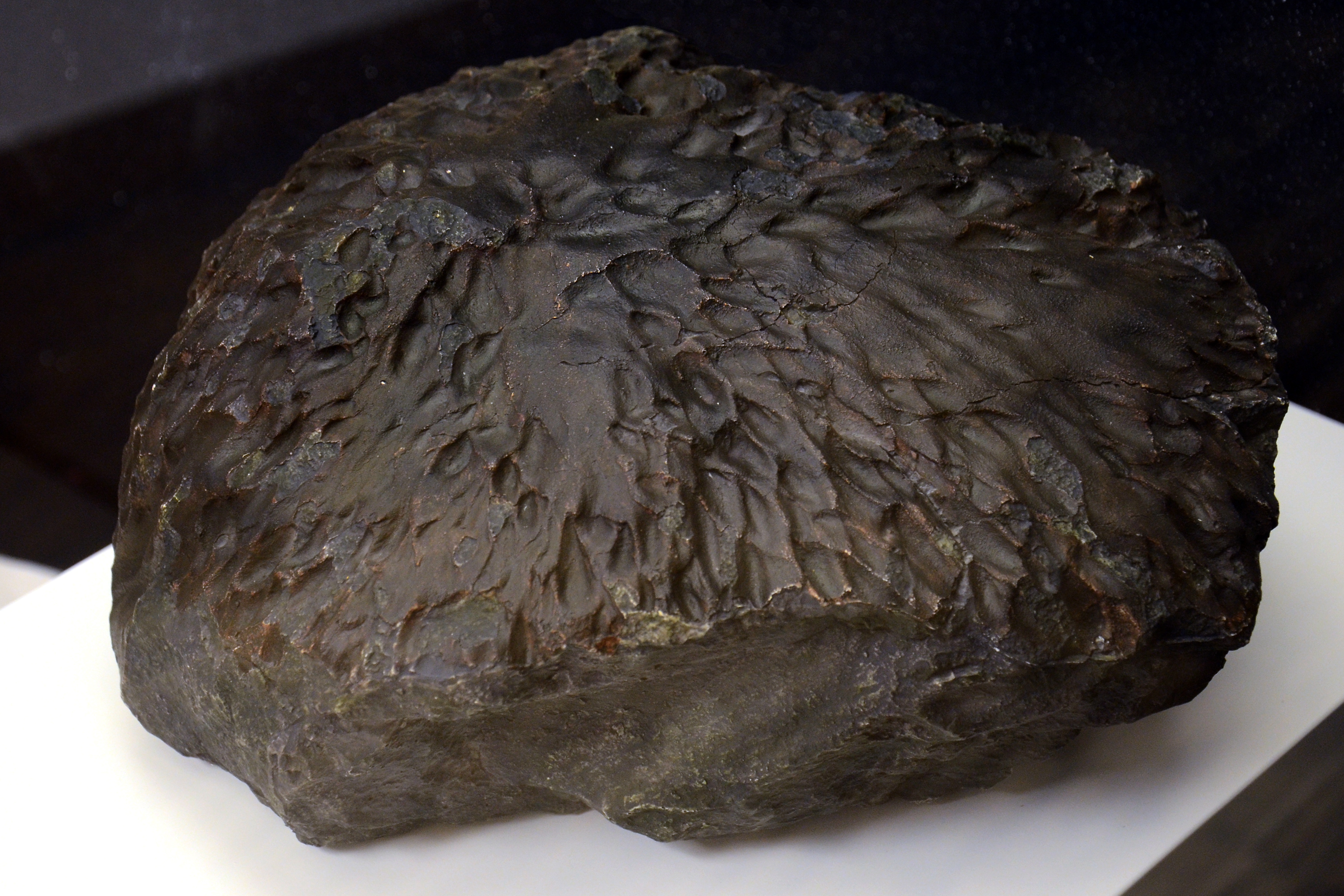
Das Replikat im Pfalzmuseum für Naturkunde

### Gestalt, Gewicht und Größe
Der Krähenberg-Meteorit hatte ursprünglich „31½ Pfund“ Gewicht, was 15,75 kg entspricht. Er besitzt das Aussehen und die Ausmaße eines flachen und nahezu runden Brotlaibs, dessen größter Durchmesser etwa 30 cm beträgt, während die Dicke bei 18 cm liegt. Er ist einer der seltenen „orientierten“ Meteorite; diese nehmen beim Flug durch die Erdatmosphäre eine stabile Lage ein. Die auf der Abbildung sichtbare gewölbte „Brustseite“, beim Flug die Vorderseite des Meteoriten, ist infolge der Erhitzung bei der raschen Durchquerung der Erdatmosphäre deutlich aufgeschmolzen und zeigt radiale Fließstrukturen, sogenannte Regmaglypten, die anschließend wieder erstarrt sind.
In der Literatur findet sich kein Beleg, ob jemals versucht wurde, aus den Parametern Masse und Eindringtiefe die Endgeschwindigkeit des Objekts vor dem Einschlag zu berechnen.

### Wissenschaftliche Untersuchungen
Bald nach dem Fall des Meteoriten begannen wissenschaftliche Untersuchungen. Chemische „Analysen besagen, der Meteorit habe zu 3,5 % aus metallischen und zu 96,5 % aus steinigen Gemengteilen bestanden.“ „Spuren von Kieselerde, Bittererde, Manganoxydul, Eisenoxydul, Eisen, Schwefel, Nickel, Phosphor, Chromoxyd, Tonerde, Kalk, Kali, Natron und Zinnoxyd“ seien festgestellt worden. Die ersten umfassenden Ergebnisse von chemischen und petrographischen Untersuchungen veröffentlichte 1870 der in Bonn habilitierte Mineraloge und Geologe Gerhard vom Rath. Seine ein Jahrhundert lang umstrittene Feststellung, der Kaliumanteil des Meteoriten habe – bei einem Steinmeteoriten noch nie beobachtet – den Natriumanteil überstiegen, wurde erst 1969 bestätigt. Das Kalium ist allerdings nicht gleichmäßig verteilt, sondern in zentimetergroßen dunklen Einschlüssen, die auf Schnittflächen deutlich sichtbar sind, als kaliumreiches Glas enthalten.

## Ursprung

Kometen- statt Meteoritendarstellung im Ortswappen von Krähenberg

Das Wappen der Gemeinde, 1979 geschaffen, symbolisiert im oberen (heraldisch) linken Geviert den Meteoriteneinschlag durch die Abbildung eines Kometen. Dabei handelt es sich dem Wortlaut der Wappenbeschreibung nach („fallender goldener Komet“) offensichtlich um eine Verwechslung zwischen Meteorit und Komet – die Leuchtspur des Meteoriten wird als Kometenschweif abgebildet – und nicht um eine Anspielung auf den mutmaßlichen Ursprung des Meteoriten. Hierüber gibt es unterschiedliche Theorien:
Dass der Meteorit von einem Kometen stammen müsse, postulierte 1871 Georg von Neumayer. Angesichts des Datums käme vor allem der Halleysche Komet in Frage, dessen bei Perihel-Durchläufen verlorenes Material sich längs seiner Bahn verteilt hat. Jedes Jahr kreuzt die Erde diese Bahn zweimal; dabei macht sich die Kometenmaterie in Form von Sternschnuppen bemerkbar. Die Erscheinungen, die um den 6. Mai auftreten und denen sich der Krähenberg-Meteorit zeitlich zuordnen ließe, werden nach ihrem scheinbaren Ausgangspunkt beim Stern Eta im Sternbild Wassermann Eta-Aquariiden genannt. Der zweite auf Halley zurückgehende Meteorstrom ist derjenige der Orioniden, die ihr Maximum alljährlich am 19./20. Oktober erreichen. Ein weiterer Hinweis auf den Halleyschen Kometen, dem wegen seines geringen Reflexionsvermögens eine recht dunkle Oberfläche zugesprochen wird, ist die vergleichbar dunkle Farbe des Krähenberg-Meteoriten.
Heute neigt die Wissenschaft allerdings eher zu der Annahme, dass Steinmeteoriten nicht von Kometen stammen. Die Meteoritenfälle verteilen sich nämlich statistisch gleichmäßig über das ganze Jahr, und eine Beziehung zu den Kometendurchgängen und ihren Sternschnuppen besteht nicht. Außerdem besteht der Kometenkern aus lockerem, gasreichem Material und enthält keine größeren Gesteinsbrocken. So dürfte auch der Krähenberg-Meteorit wie die anderen LL-Chondriten von einem Asteroiden stammen, möglicherweise von (25143) Itokawa.

## Film
Auf dem Internationalen Naturfilmfestival Naturale 2006/2007 stellte Ewald Knoll aus Knopp-Labach den 2006 gedrehten Dokumentarfilm Der Krähenberger vor. Der 16-Minuten-Film, der sowohl online als auch auf DVD verfügbar ist, berichtet über den Meteoriteneinschlag und das spätere Schicksal des Objekts.